# Velîke, Mlîniv
Velîke (în ucraineană Велике) este un sat în comuna Pidlozți din raionul Mlîniv, regiunea Rivne, Ucraina.

## Demografie
Componența lingvistică a localității Velîke
     Ucraineană (97,5%)
     Rusă (2,5%)
Conform recensământului din 2001, majoritatea populației localității Velîke era vorbitoare de ucraineană (97,5%), existând în minoritate și vorbitori de rusă (2,5%).